# Diptyque de Tommaso Portinari et de sa femme
Les personnes représentées dans le Diptyque de Tomasso Portinari et sa femme sont Tommaso Portinari (1428–1501) dans le volet gauche et sa femme Maria Maddalena Baroncelli, née en 1456, dans le volet droit. Le tableau a été peint vers 1472. Chaque volet mesure 44 × 34 cm. Ce sont donc des petits portraits, destinés à un triptyque de dévotion pliant au centre duquel devait se trouver une vierge aujourd'hui disparue. Le peintre transforme ici le modèle du diptyque de dévotion, introduit par Rogier van der Weyden, en un triptyque. À en juger par son caractère aussi raffiné que somptueux, l'œuvre n'avait pas pour seule finalité la dévotion privée, mais devait certainement être accessible à un public, même restreint, probablement au domicile des Portinari, à Hof Bladelin.

## Les Portinari
Tommaso Portinari est banquier, l'un des représentants de la banque des Médicis à Bruges, et entrepreneur. À Bruges, c'est Angelo Tani, banquier florentin, qui est directeur de la filiale brugeoise de la banque des Medicis de 1450 à 1464. Tommaso Portinari est nommé son successeur en 1465. À l'époque de la réalisation du tableau, Tommaso Portinari est un des banquiers les plus en vue de la colonie florentine à Bruges, familier de Charles le Téméraire. Il a un frère plus âgé, Pigello Portinari (1421–1468), représentant de la banque des Médicis à Milan depuis 1452. Tommaso commande en 1475, mais à Hugo van der Goes et pas à Memling, le triptyque Portinari, maintenant conservé à la Galerie des Offices de Florence. Le triptyque était destiné à la chapelle Portinari située derrière l'abside de la basilique Sant'Eustorgio, réalisée en 1462-1468. La chapelle est la pièce maîtresse de l'église et constitue l'un des exemples les plus célèbres de la Renaissance en Lombardie.

## Histoire
Le diptyque, composé de son portrait et de celui de sa femme, est apporté à Florence à une date inconnue, mais à la mort de Tommaso en 1501 il se trouve au Palais Portinari-Salviati à Florence, où il est inventorié comme « una tavoletta dipinta preg[i]ata cum nel mezo una immagine di Nostra Donna e delle bande si è Tommaso e mona Maria sua donna dipinti in deta tavoletta » (« un petit tableau peint avec, en son milieu, une image de Notre Dame, et Tommaso et dame Maria sa femme sont peints sur cette tablette »: l’œuvre était donc initialement un triptyique, avec au centre une Vierge à l'Enfant non identifiée.
Francesco, le fils de Tommaso, dans son propre testament, fait don de l’œuvre en 1544 à l'Hôpital Santa Maria Nuova qui est sous le patronage de sa famille. Dans ce testament, le tableau est décrit comme unum tabernaculettum que clauditur con tribus sportellis, in qua est depicta imago Gloriossime virginis Marie et patris et matris dicti testatoris. L’œuvre est restée dans les collections hospitalières jusqu'à l'occupation napoléonienne, quand il entre dans une collection privée et ensuite dans les collections du prince de San Donato Anatole Demidoff. Il est vendu en 1870, avec une attribution au peintre Dirk Bouts, pour 6 000 francs à un dénommé Huffer, collectionneur privé; il est remarqué par le marchand d'art et antiquaire Elia Volpi (it) à Rome vers 1900, l'achète et le ramène brièvement à Florence. Il est ensuite vendu à Agnew à Londres en 1901, et revendu à Paris la même année à Léopold Goldschmidt, en 1910 Kleinberger l'achète et l'amène à New York où il est acheté par Benjamin Altman qui en fait don en 1913 au musée.

## Description et style

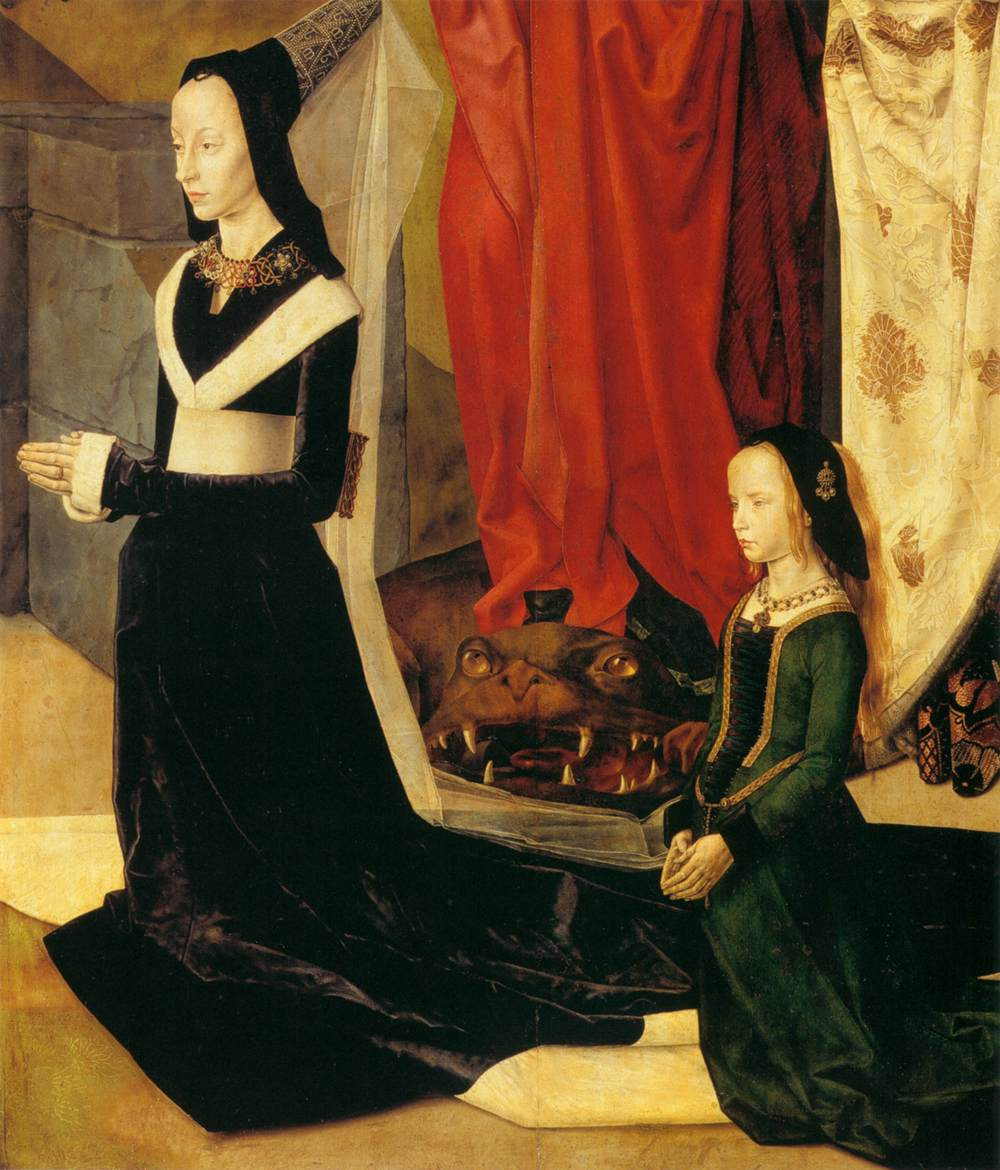
Hugo van der Goes, Maria Portinari, détail du Triptyque Portinari.

Le collier de Maria Portinari (détail)

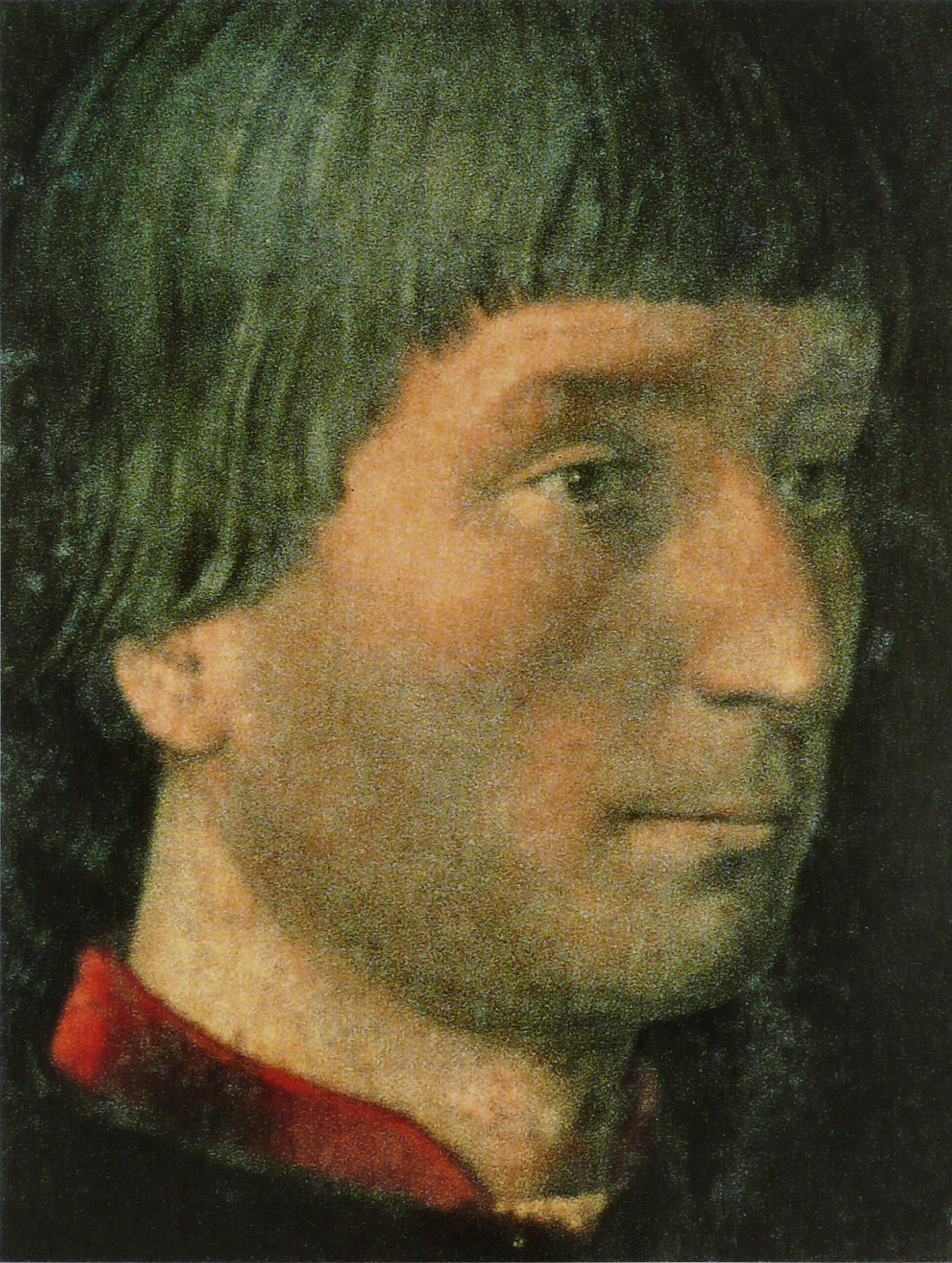
Hugo van der Goes, Tommaso Portinari, détail du Triptyque Portinari.

L'homme est peint de trois quarts, tourné à droite, en buste, sur fond sombre. La femme est représentée de trois quarts, mais tournée à gauche, également sur fond sombre. Ils sont en prière, avec les coudes appuyés sur un parapet hypothétique qui coïncide approximativement avec le bord inférieur du cadre, position typique dans les portraits de l'époque, et de Memling.
Il porte une cape noire sous laquelle on voit le col et les manches d'un vêtement sombre, typique de la haute bourgeoisie de l'époque. Et il porte une bague à l'auriculaire. Les détails du visage sont rendus avec une précision extraordinaire, avec la chevelure douce qui retombe en pointes sur le front, sur les oreilles et sur la nuque, les yeux intenses et expressifs, qui ne regardent pas le spectateur, le nez fin et tranchant, la bouche mince, le menton pointu.
La femme est vêtue en Flamande, ce qui témoigne de l'adaptation des femmes italiennes aux modes locales. Elle porte un long chapeau conique, un hennin; un voile transparent attaché retombe sur le dos. Le voile, et avec lui l'ensemble du personnage, est dessiné devant le cadre, et de ce fait rapproche la personne du spectateur; c'est un effet produit plusieurs fois par Memling. Les pattes du chapeau recouvrent complètement les cheveux. Les cheveux sont épilés sur le front pour relever la chevelure, selon la mode alors en vogue dans toute l'Europe. Le hennin doit, selon la mode du temps, être plus longue que la personne, ce oblige l'emploi d'une servante pour le porter. Le détail du Triptyque Portinari montre qu'il en est bien ainsi. Le hennin est décoré, sur le tableau de Hugo van den Goes, d'un filet portant un motif répété de lettres « T » et « M », les initiales de « Tommaso » et « Maria ». Sur le portrait présent, ces deux lettres ont été découvertes par radiographie aux rayons X L'épouse porte au cou un collier somptueux serti de perles, de rubis et de saphirs. Le collier est très similaire de celui porté par Marguerite d'York lors de son mariage avec Charles le Téméraire en 1468, et auquel Tommaso et Maria ont pris part.
Un mince fil noir descend sur la poitrine. L'habit est recouvert de fourrure, adapté au climat nordique, autour de l'ample décolleté et sur les bords des manches. Les manches sont d'un rouge sombre, la large ceinture blanche enserre la robe. Elle porte également une bague, à l'annulaire.
La tête est légèrement surdimensionnée par rapport au corps, comme c'était typique des portraits de l'époque; on l'observe aussi dans les œuvres de Rogier van der Weyden, comme son Portrait d'une dame ou de Petrus Christus, dans le Portrait d'une jeune fille.
Un examen microscopique montre le soin apporté par Memling à la tête de Tommaso. Elle est constituée d'une multitude de fines couches - blanc de plomb, roses et grisâtres - posées en touches parfaitement fondues. Le travail du pinceau n'est clairement perceptible que dans le nez et les empâtements de l'oreille droite. La nuance grisâtre dans les ombres du visage et de la barbe naissante sont estompées de manière à rendre la touche moins apparente. Cette technique confère à la tête un fini impeccable qui rappelle la porcelaine.
Le tableau illustre pourquoi Memling était si apprécié, tant des Brugeois que des italiens. Ses portraits sont des merveilles d'observation naturaliste et de virtuosité picturale : les carnations aux nuances subtiles rendent à la fois la forme et la texture. Il enregistre l'éclat de la peau lisse et la petite cicatrice à la mâchoire de Tommaso, détaille les fine rides autour des yeux et dessine ses sourcils presque poil par poil. L'habileté de Memling est accompagné d'une certaine propension à la flatterie, comme le relève la comparaison entre ces portraits et l'interprétation moins séduisante de Hugo van der Goes dans le triptyque Portinari; Hugo van der Goes ne fait aucun effort pour dissimuler les os saillants et les nez épatés des donateurs. Memling embellit ses modèles sans prétention ostentatoire. Dans d'autres tableaux (ce n'est pas le cas ici), le portrait est accompagné d'un paysage en arrière-plan, parfois perçu à travers une fenêtre, un motif déjà employé par Petrus Christus.

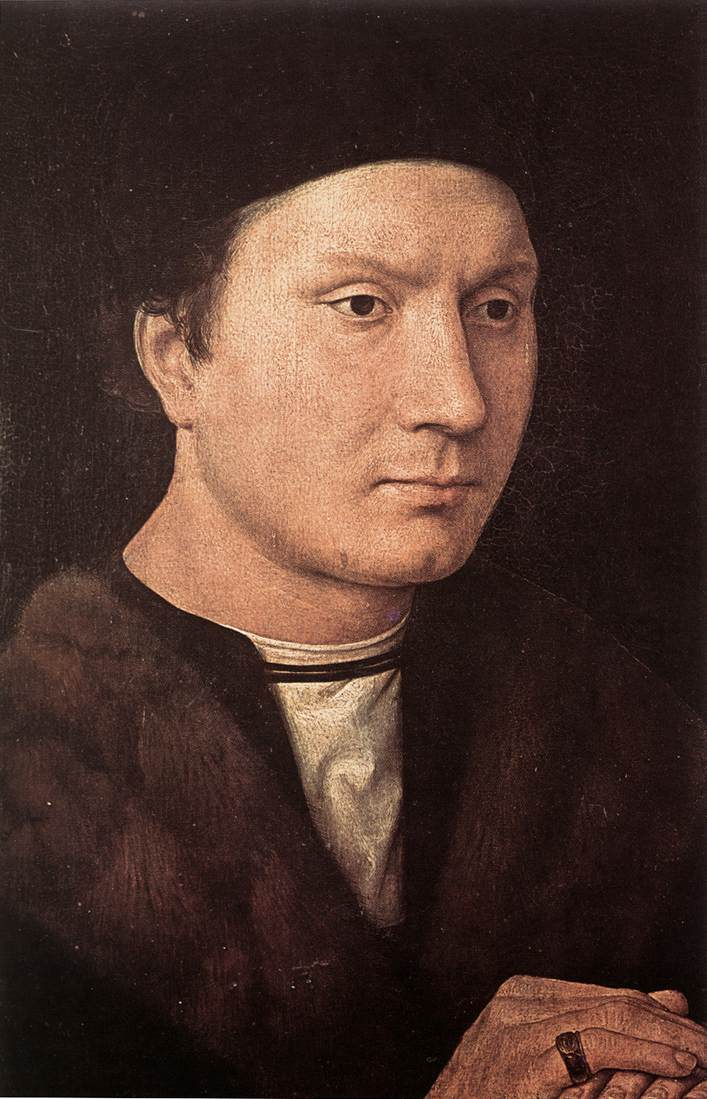
Hans Memling, Portrait de Folco Portinari.
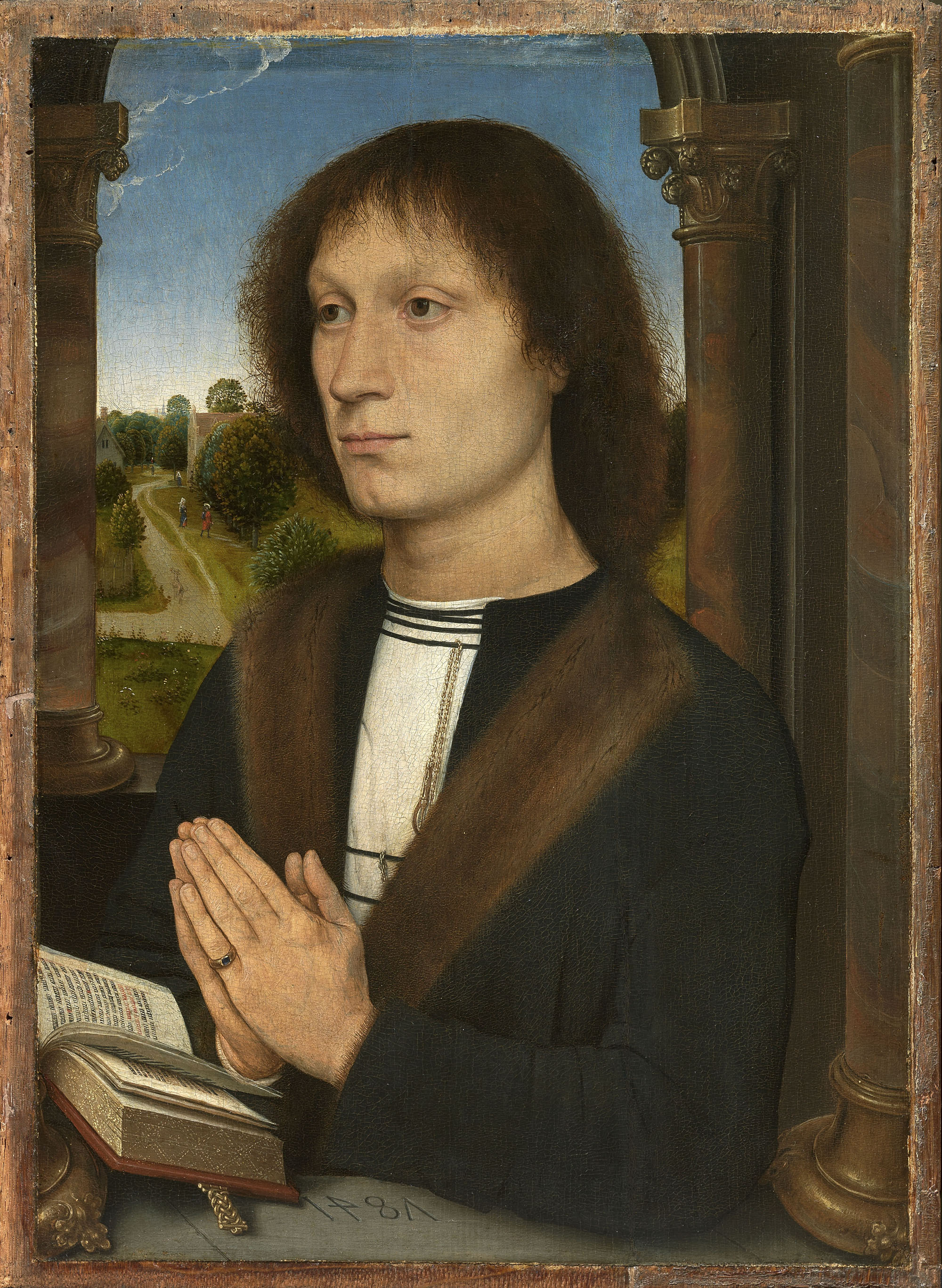
Hans Memling, Benedetto Portinari, détail du Triptyque de Benedetto Portinari
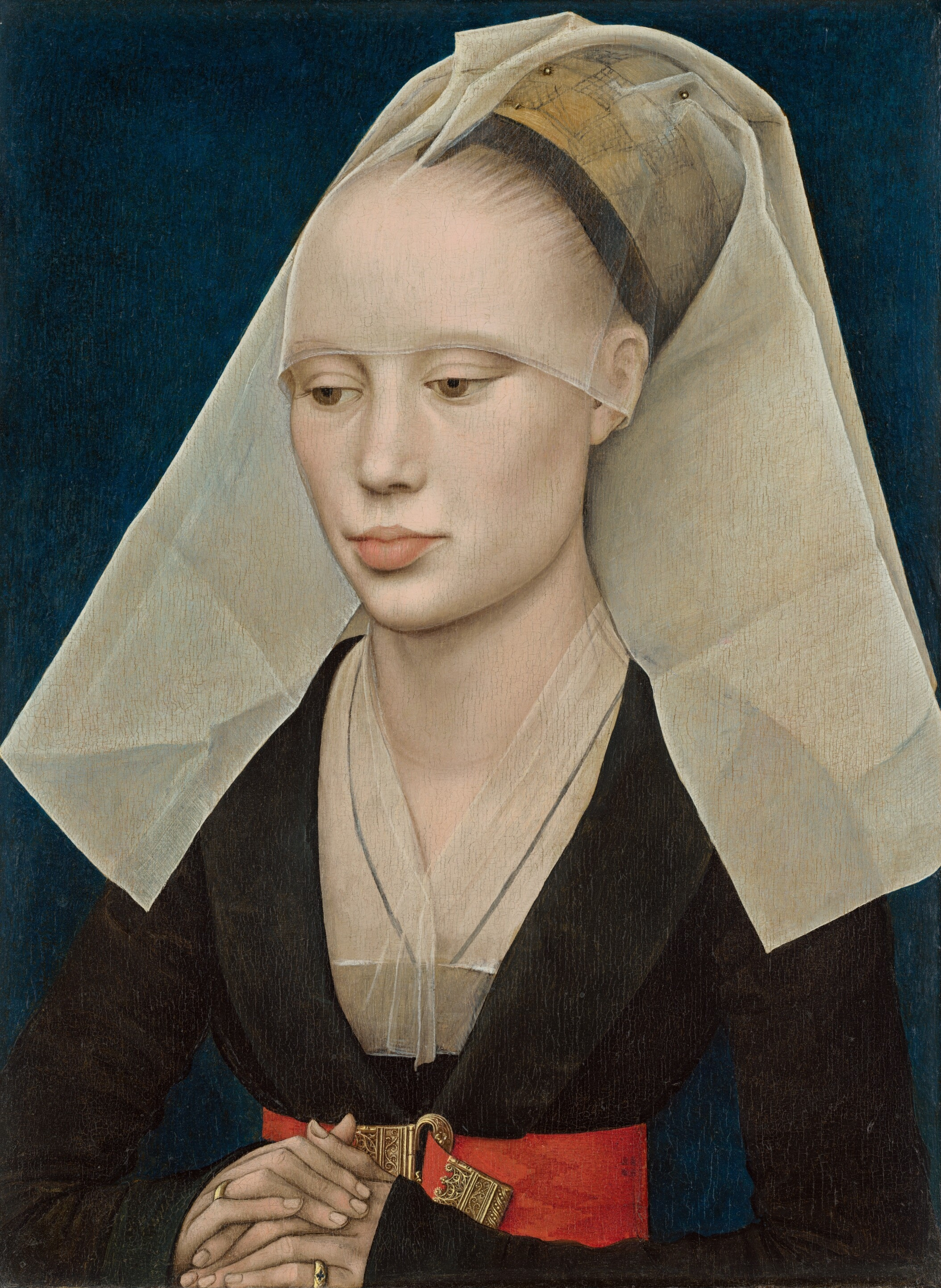
Rogier van der Weyden, Portrait d'une dame.
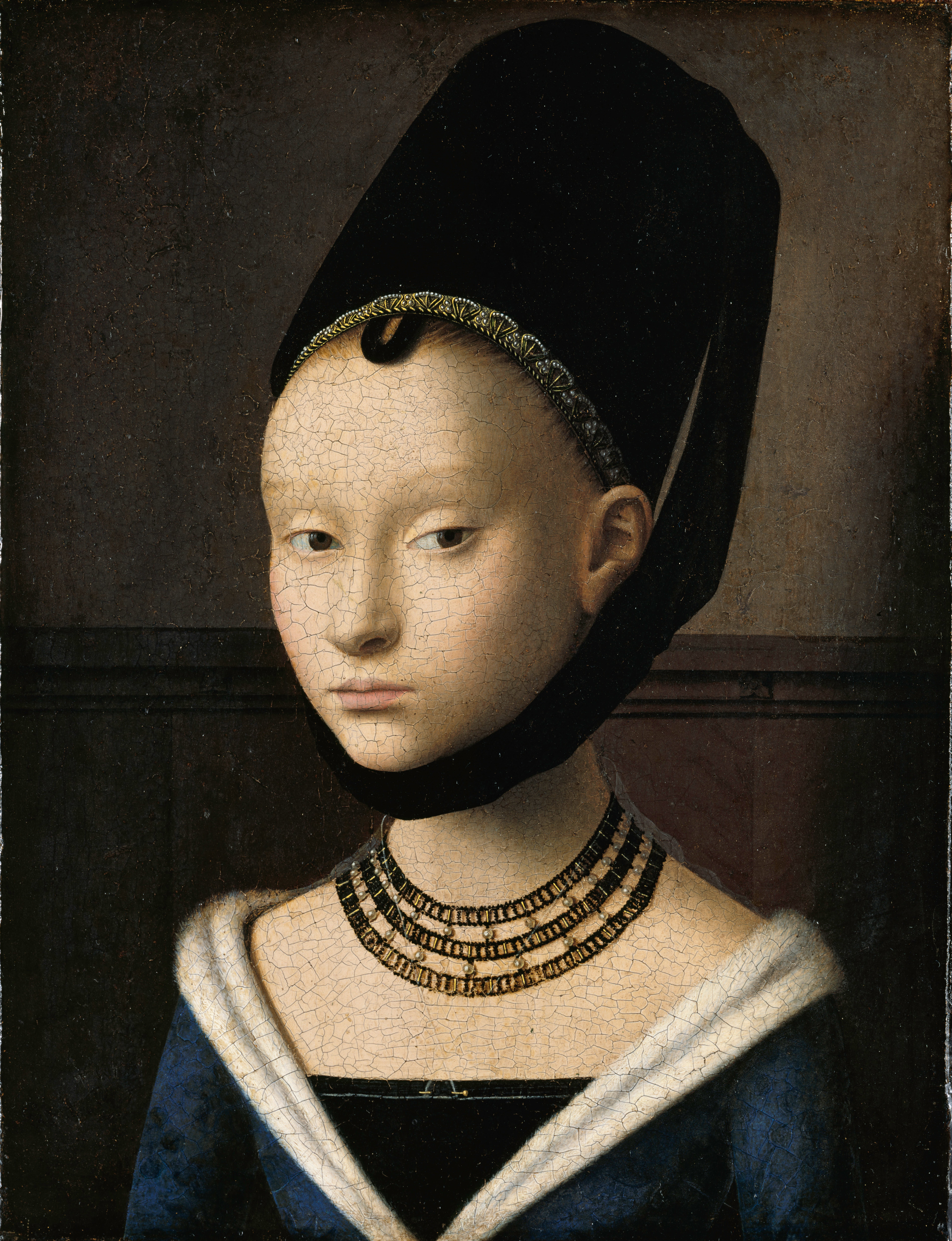
Petrus Christus,  Portrait d'une jeune fille.